# 狹縫型峽谷

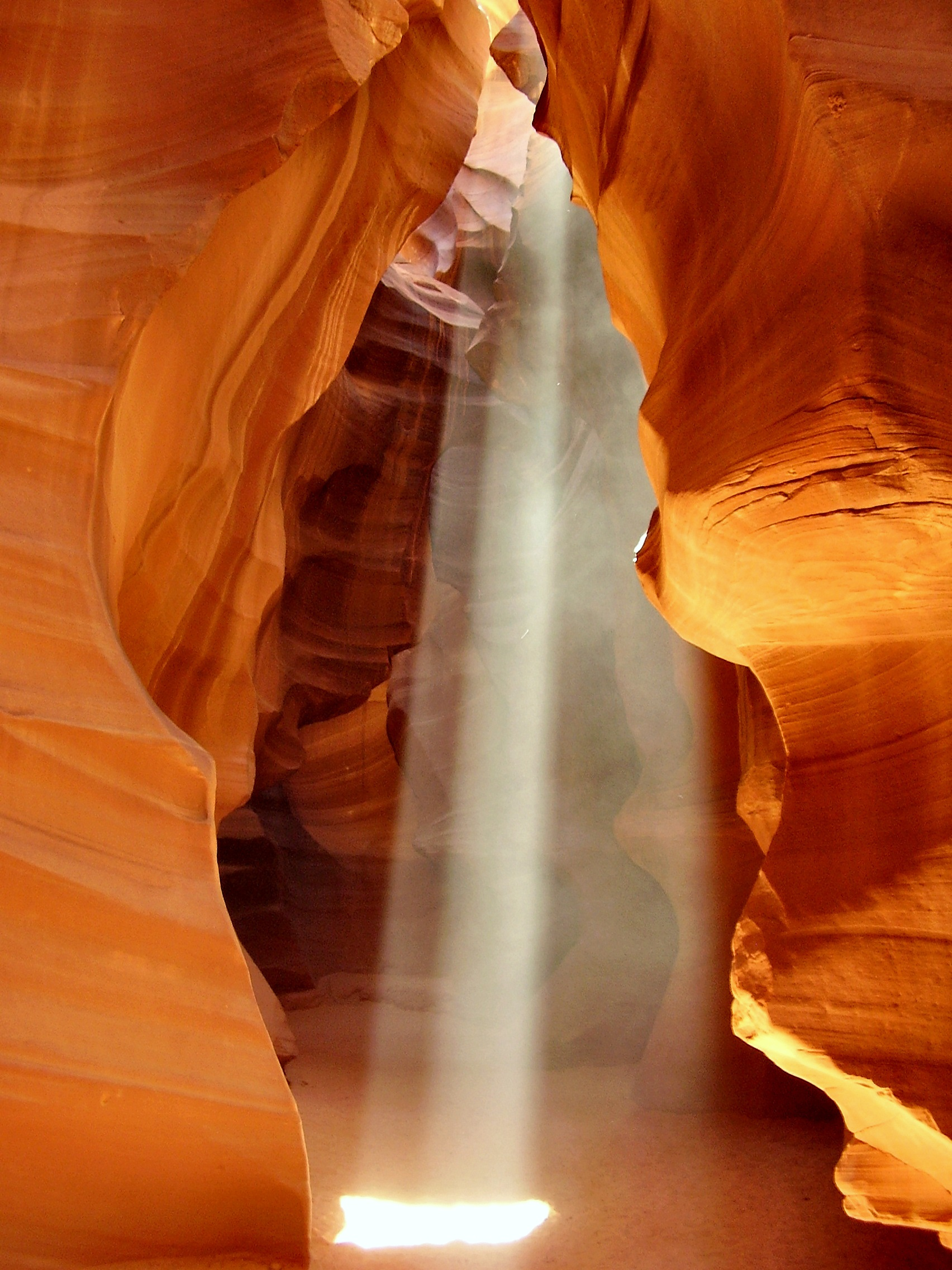
一束陽光於上羚羊峽谷。

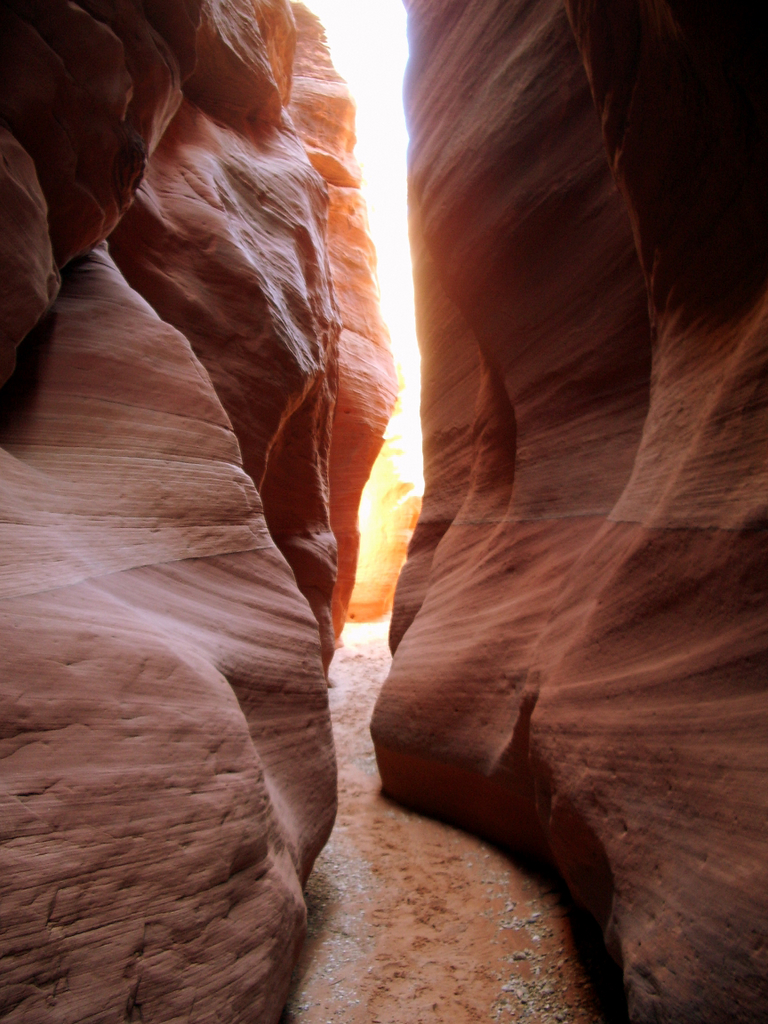
穿越鹿皮谷，鄰近猶他州卡納布，世界最長的狹縫型峽谷。

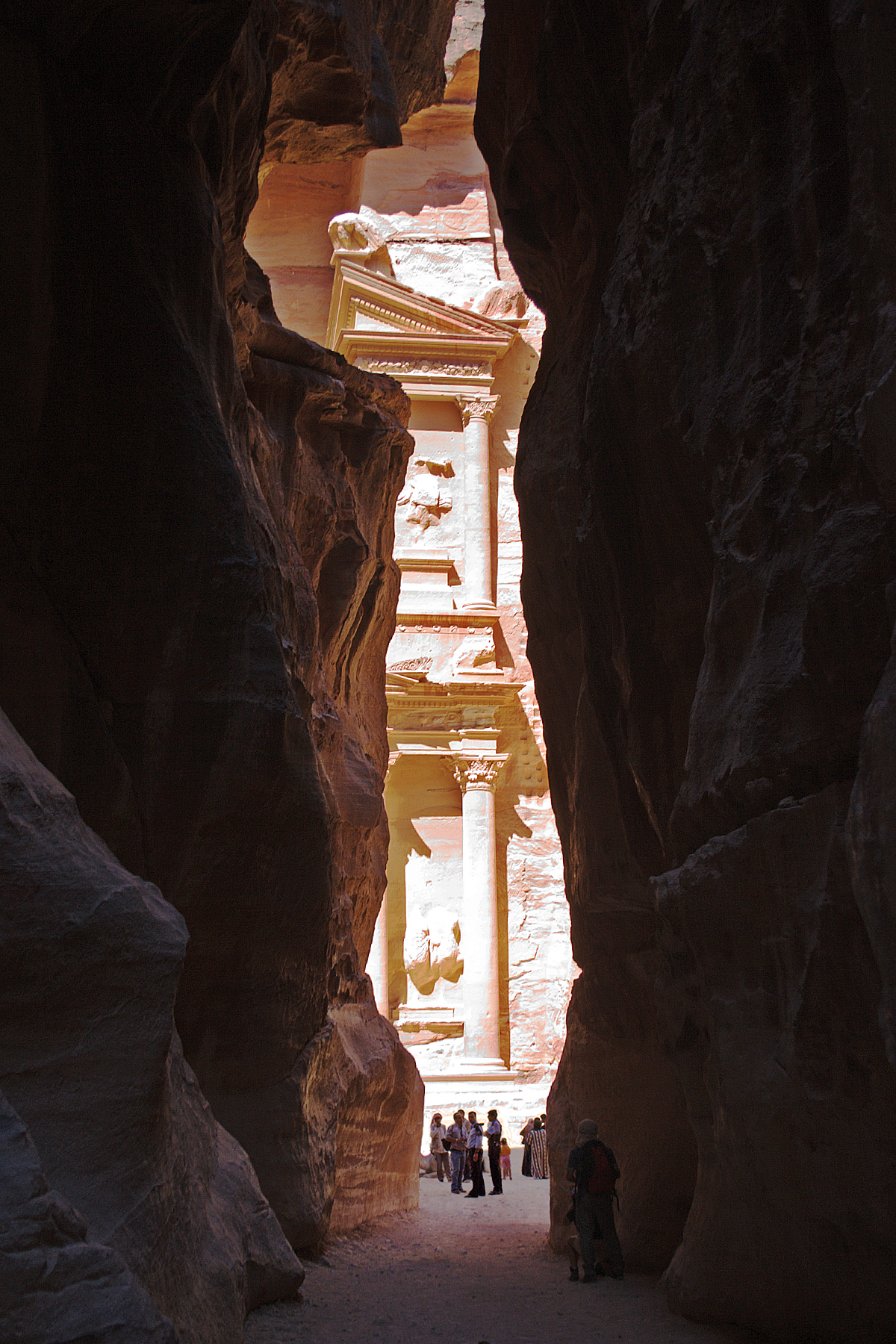
從Siq峽谷看過去的佩特拉卡茲尼神殿。

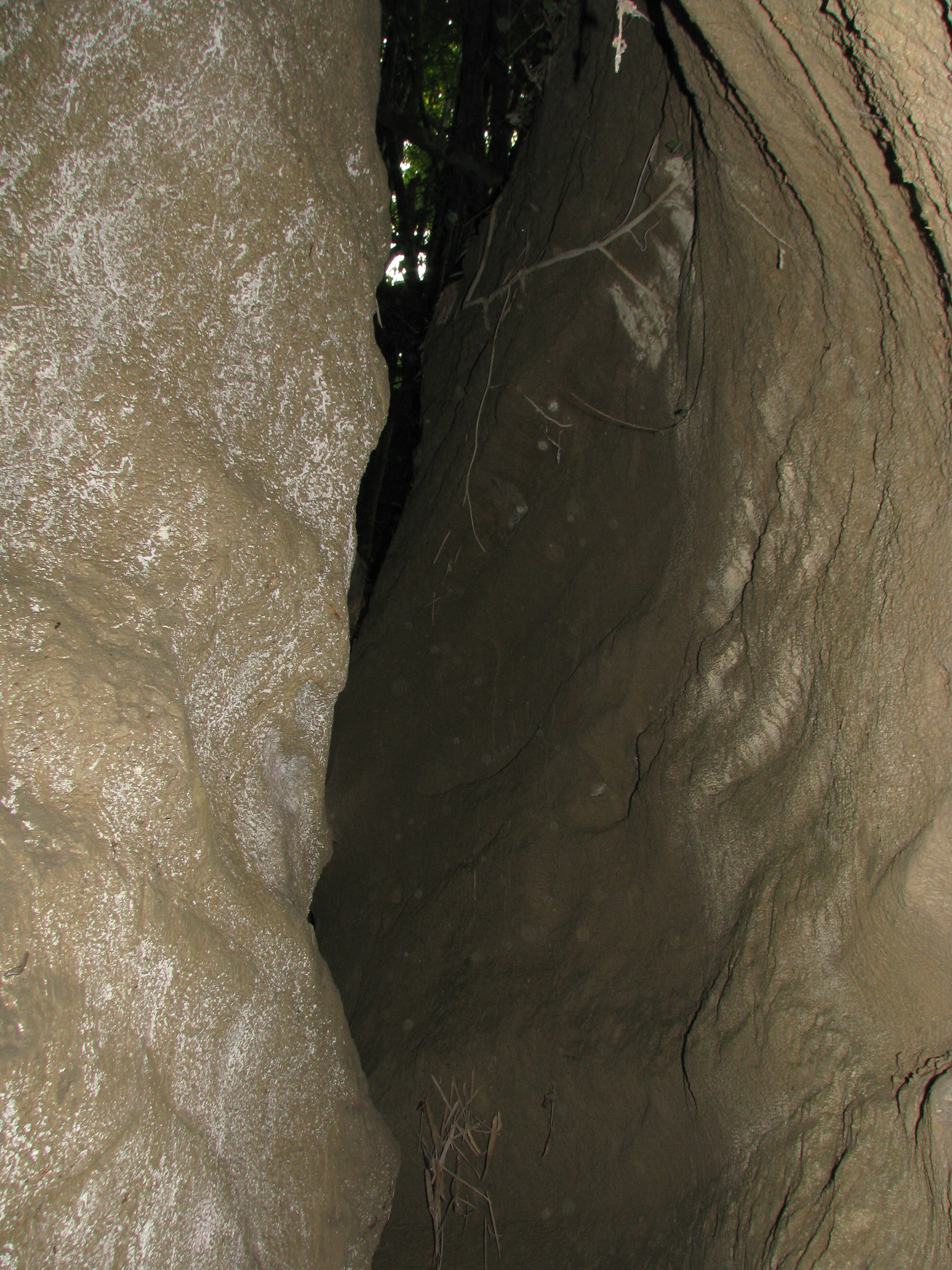
彰化八卦山的一線天景觀。

狹縫型峽谷（俗稱一線天），是一種狹窄的峽谷，由流水侵蝕岩石而形成。其特點在於其峽谷形狀為明顯的深與窄。有些狹縫型峽谷寬度不足1公尺，而深度可超過30（98英尺）。
狹縫型峽谷大多自砂岩與石灰岩形成，而花崗岩及玄武岩也是有可能形成狹縫型峽谷。即使在砂岩與石灰岩地區，也只有極少數的溪流擁有形成狹縫型峽谷的條件。因為必須配合當地岩石特性以及區域降雨的條件。

## 世界各地的狹縫型峽谷
狹縫型峽谷遍及世界各地，主要發生於降雨量少的地區。著名的狹縫型峽谷分布地區如美國西南部、西班牙北部的瓜拉山脈、法國與西班牙邊界的庇里牛斯山，以及澳洲新南威爾斯省的藍山等，臺灣及中國大陸也有多處狹縫型峽谷。

### 澳洲
目前已知的世界最大的狹縫型峽谷區域在雪梨西邊的藍山。發生於東西30（19英里）、南北100（62英里）的砂岩地區。這些峽谷大多位於瓦勒邁國家公園境內，難以進入。僅少數峽谷專家於夏季周末例行的造訪。而在Blackheath旁的大峽谷，其邊緣有遊憩資源，但要造訪峽谷內部，還是得拉繩下攀或是游泳，才能一窺峽谷全貌。
此外，澳洲的砂岩峽谷也在一些偏遠地區被發現，如下列所述：
- 西澳大利亞州的波奴魯魯國家公園
- 西澳大利亞洲的卡瑞吉尼國家公園
- 昆士蘭省的卡納蒙峽谷（英语：Carnarvon Gorge）

### 法國
法國上薩瓦省阿訥西的Fier峽谷，為石灰岩所形成的狹縫型峽谷。

### 約旦
約旦佩特拉古城內的西克峡谷。為電影聖戰奇兵的一個場景。

### 美國
美國猶他州為目前世界上狹縫型峽谷最密集的地區。其被發現地點如錫安國家公園、布萊斯峽谷國家公園，以及大階梯—埃斯卡蘭特國家紀念區等地，還有鹿皮谷—全世界最長的狹縫型峽谷。亞利桑那州北部也有高密度的狹縫型峽谷聚集區，包括羚羊峽谷及神秘谷—納瓦霍族保留地佩吉市鄰近的兩個最著名的峽谷。而在美國國道89號亞利桑那段與紅崖國家保護區之間，也可見到許多狹縫型峽谷，但這些峽谷不對外開放。幾個對外開放的峽谷位於錫安國家公園與死亡谷國家公園。

### 臺灣
臺灣各地有許多名為一線天的狹縫型峽谷，例如馬祖東引的一線天，為花崗岩受海水侵蝕，切割而形成的海蝕溝。以及彰化八卦山的一線天，為砂礫岩沉積受雨水侵蝕切割而形成。此外，高雄壽山、大崗山等石灰岩地區也有一線天的地形，墾丁社頂自然公園也有珊瑚礁岩所形成的一線天景觀。

## 潛在的危險
暴雨可能會使狹縫型峽谷引發山洪爆發的危險，專家往往會提醒遊客若有任何下雨的跡象，就避免進入峽谷。在許多狹縫型峽谷中，通常會有安全出口以便救援。
1997年8月12日，包括7位法國籍、1位英國籍、1位瑞典籍，以及2位美國籍等11位遊客，於羚羊峽谷因遭遇山洪爆發而罹難。當地鮮少降雨，事發當天距離峽谷七英哩的上游發生雷陣雨，使大量的雨水流入峽谷盆地內。而唯一的生還者為導遊弗朗西斯科‧彭丘‧昆塔納。事發當時，峽谷內的階梯系統皆被山洪沖走。目前階梯系統已在適當的位置重建並用螺栓固定，並於峽谷頂部裝載網子等安全設施。在收費亭，也設置了美國國家氣象局的NOAA氣象廣播以及緊報廣播。
2008年9月，一對伴侶於猶他州溺斃，事發地點附近於2005年也有一群學生溺斃，儘管當時穿著雨衣。

## 外部連結
- 维基共享资源上的相關多媒體資源：狹縫型峽谷
- 錫安國家公園狹縫型峽谷官網 （页面存档备份，存于）
- 猶他州南部的狹縫型峽谷 （页面存档备份，存于）
- 美國西南部的狹縫型峽谷 （页面存档备份，存于）
- 狹縫型峽谷年代誌：狹縫型峽谷攝影 （页面存档备份，存于）